# Burmese Women's Association
Burmese Women's Association (BWA), var en kvinnoorganisation i Burma, grundad 1919.
Det var den första kvinnoföreningen i Burma. Den grundades som en stödgrupp inom självständighetsrörelsen, men utvecklades till en utpräglad feministisk grupp. Mya Sein var dess ordförande under 1920-talet.
Dess alltför täta association med självständighetsrörelsen gjorde att National Council of Women in Burma bildades för att fokusera på jämställdhetsfrågor.